# Trest smrti v San Marinu
Trest smrti v San Marinu již neexistuje. Poslední doložená poprava byla v této zemi vykonána oběšením. O datu poslední popravy v zemi se zdroje rozchází. Mohlo k ní dojít v roce 1468 nebo 1667. San Marino je tak jednou ze dvou zemích na světě, kde se přestaly vykonávat popravy před rokem 1800. Druhou zemí je Lichtenštejnsko, kde se poslední poprava konala v roce 1785.
San Marino bylo první zemí na světě, která zrušila trest smrti za běžné zločiny, a to v roce 1848. V roce 1865 se stala druhou zemí na světě a první v Evropě, která po Venezuele zrušila trest smrti za všechny zločiny. Stalo se tak v roce 1863. Je tak jednou ze tří zemí, které úplně zrušily trest smrti před rokem 1900. Třetí z nich byla Kostarika.
V roce 1989 San Marino formálně ratifikovalo Protokol č. 6 Úmluvy o ochraně lidských práv a základních svobod.